# Vrănești, Sîngerei
Vrănești este un sat din cadrul orașului Sîngerei din raionul Sîngerei, Republica Moldova.
Orașul Sângerei are în componența sa administrativă satul Vrănești. Creștinii din sat au frecventat Biserica din Sângerei. Dorința de-a ridica sfânt locaș a fost de la întemeierea sa când, s-a însemnat locul de biserică cu punerea sfintei cruci. Copiii pe atunci, iar astăzi bătrânii satului, îl numeau „în deal la cruce”. 
Satul Vrănești își are denumirea de la întemeietorii lui care au venit aici din satul Vrăneștii Vechi, județul Bălți. Primul care s-a așezat în aceste locuri a fost Nicolae Secrieru venit din satul sus numit, după anul 1918 exact nu putem spune dar pe crucea de mormânt scrie data lui de naștere, anul 1900. Apoi în perioada interbelică când s-a început împărțirea loturilor de pământ, au venit familii din județul Hotin și din satul Mândrești, județul Orhei.
Numărul populației în prezent este de 640 de persoane (bărbați, femei, copii). Datele din arhiva raională menționează existența în anul 1949 aici a unui colhoz care se numea „Cutuzov”. Conducătorul acestui colhoz a fost Nicolae Secrieru, care a fost amintit mai sus.

## Biserica
Astăzi vedem împlinită dorința străbunilor noștri. Comunitatea religioasă s-a format în anul 1998, iar piatra de temelie s-a sfințit în 1999, lucrările de construcție fiind coordonate de protoiereii Ioan și Gheorghe Ursachi. În anul 2002 au fost preluate lucrările de actualul paroh. Biserica este construită din piatră, pe coloane de beton armat, clopotnița este alipită de pronaos, stil rusesc din secolul XIX-XX, sub formă de clădire este naosul, la care este alipit altarul în formă de semicerc. Culoarea în exterior a vopselii este galbenă, soclu are culoarea verde, acoperișul este din tablă zincată.
După zece ani de osteneală a credincioșilor, se sfințește și se binecuvântează ceea ce s-a făcut de mâini omenești, să fie locaș sfânt, izvor al darurilor duhovnicești.
Sfințirea Bisericii a fost săvârșită de Prea Sfințitul Marchel, Episcop de Bălți și Fălești, împreună cu un sobor de preoți. Toți creștinii din sat îmbrăcați în haine de sărbătoare așteptau în ograda bisericii venirea arhiereului eparhiot. Prima Sfântă Liturghie oficiată de arhiereu în acest sfânt locaș, a fost precedată de sfințirea sfântului prestol, iconostasului și picturii bisericii. Este un eveniment istoric sfințirea bisericii nou construite pentru comunitatea din satul Vrănești, dar și pentru toți creștinii ortodocși. Rânduiala deosebită a slujbei prin înconjurarea bisericii cu Sfântul Antimis și dialogul dintre sfințiții slujitori la ușa bisericii semnifică intrarea Împăratului Slavei în locașul nou zidit, a lui Dumnezeu. Creștinii au simțit plinătatea Bisericii prin participarea la Sfânta Liturghie oficiată de episcopul locului împreună cu soborul preoțesc. Paisprezece preoți și un diacon au participat la slujba înnoirii bisericii. Aceștia au fost: prot. mitr. Petru Ciunciuc (secretar eparhial); prot. mitr. Pavel Petrov (protopop Sângerei); prot. mitr. Mihail Dubenco; prot. mitr. Ioan Ursachi(Sângerei); prot. mitr. Nicolai Sărăcuța (Bălți); prot. Gheorghe Lungu (Chișcăreni); prot. Ioan Goreanu (s.Cobusca Nouă, r. Anenii Noi); prot. Iurii Plămădeală (Ialoveni); prot. Nicolai Guja(Orhei); prot. Serghei Zubatîi (Sângerei); pr.Rodion Stoian (Ciuciueni); pr. Ghenadie Lupan (Dobruja Nouă); pr. Anatolie Belous(Iezăreni). Sunetul clopotelor și cântărilor bisericești au umplut valea satului și se urcau către ceruri. Ecoul bucuriei duhovnicești trăite cu ocazia sfințirii bisericii se va simți multă vreme în sufletele credincioșilor întărindu-i către săvârșirea celor bine plăcute lui Dumnezeu. Preotul paroh prot. Marcel Dodul căsătorit cu Aliona Cașcaval, împreună au participat activ la construcția Bisericii, conducând șantierul, dar totodată a fost formată și comunitatea religioasă. Familia preotului paroh este compusă din șapte persoane, părinții și cinci copii. Studiile teologice părintele le-a făcut în România: seminarul „Veniamin Costachi”, m-rea Neamț; facultatea „Patriarhul Iustinian”, București; doctoratul ne finisat la facultatea „Ovidius”, or. Constanța. Corul bisericesc este condus de Dumitrașcu Ina, corul fiind tînăr atît după voci, cît și după vârstă. Staroste al bisericii este Panciuc Petru, secretar Buzdugan Nina. Casa parohială este la moment în construcție și tragem nădejdea ca în 2-3 ani să fie finisată, în timp se va amenaja și ograda Bisericii.